# Tanneke Hartzuiker
Taetske Maria (Tanneke) Hartzuiker (Hilversum, 23 augustus 1955) is een Nederlands actrice.
Hartzuiker, van huis uit danseres, doorliep de Balletacademie van Nel Roos. Na een aantal jaren bij het Folkloristisch Danstheater te hebben opgetreden, legde zij zich toe op het toneelspel. Zij speelde in diverse theaterproducties, onder andere van mimegroep Funhouse, KA Theater en Theatergroep Shuttle. Ook was zij te zien in de musicals Foxtrot, Fien en Ping Ping en in de kluchten Goeie buren en Drie is te veel.
Hartzuiker speelde eind jaren 80 Merel Oudenrijn in de TROS-televisieserie Familie Oudenrijn (een coproductie met het Ministerie van Verkeer en Waterstaat). Nadien speelde zij vaste rollen in de televisieseries Spijkerhoek en Onderweg naar Morgen en gastrollen in diverse drama- en comedyseries. In Goede tijden, slechte tijden speelde ze gedurende korte tijd de rol van Mary Verstraete.
Daarnaast verleende Hartzuiker haar stem aan talloze commercials en nasynchronisaties van teken- en speelfilms, zoals de stem van de gorillamoeder Kala in de Nederlandse nasynchronisatie van de Walt Disney-productie Tarzan uit 1999, de stem van Mon Mothma in de Nederlandse nasynchronisatie van de televisieserie Star Wars Rebels, de stem van Elastigirl in de Nederlandse nasynchronisatie van de Disney videospellen zoals Disney Infinity en Helen Kingsleigh in Alice in Wonderland uit 2010.

## Filmografie
- Flodder - Yolanda Kruisman (1986); Hartzuiker sprak de stem van Yolanda in voor Apollonia van Ravenstein.
- Familie Oudenrijn - Merel Oudenrijn (1987-1989)
- Amsterdamned - Potter (1988)
- Spijkerhoek - Connie Jansen (1990-1993)
- Sjans - Stella (1992)
- Flodder - Mevrouw Van Santen (1998)
- Onderweg naar Morgen - Kate Leeflang (1996-1997)
- SamSam - Henriëtte (1997)
- De club - Petra / Monique (1998)
- Het Zonnetje in Huis - kleuterjuf Ria (aflevering 5.5, 1998)
- Kees & Co - Laura (meerdere afleveringen, 1998-2000)
- Oppassen!!! - Dr. Veneman (Door het oog van de naald, 1999)
- Tarzan - Kala (1999)
- Westenwind - Esther Pauwels (2000)
- Goede tijden, slechte tijden - Mary Verstraete (2000-2001)
- Barbie als de Eilandprinses - Koningin Daniëlle en Mama Big (stem, 2007)
- Lover of loser - klant in kapsalon (2009)
- Divorce - vrouw bij bouwmarkt (2012)
- Bagels & Bubbels - Carla van Langeveld (2015)
- Fissa - moeder van Max (2016)
- Gilbert - (2016); Hartzuiker sprak de stem van Doris.
- Onze Jongens - moeder van Katja (2016)
- Goede tijden, slechte tijden - Apollonia Xander[1] (2018-2019)